# 埃齊肯
埃齊肯是瑞士的城鎮，位於該國北部，由索洛圖恩州負責管轄，面積3.38平方公里，海拔高度479米，2012年人口767，一半人口信奉羅馬天主教，人口密度每平方公里227人。